# Bacteria bicolor
Bacteria bicolor är en insektsart som först beskrevs av Brunner von Wattenwyl 1907.  Bacteria bicolor ingår i släktet Bacteria och familjen Diapheromeridae. Inga underarter finns listade.